# Wladimir Jegorowitsch Pronitschew

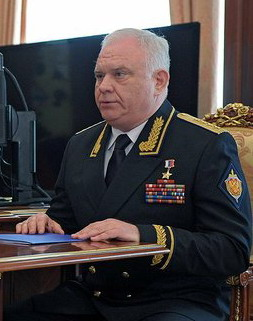
Wladimir Pronitschew, 2012

Wladimir Jegorowitsch Pronitschew (russisch Владимир Егорович Проничев; * 1. März 1953 in Melitopol) ist ein russischer Offizier und hoher FSB-Funktionär. Nach Ausbildung beim KGB nahm Pronitschew von 1986 bis 1989 am Krieg in Afghanistan teil. Ab 1995 Leiter verschiedener Abteilungen der Terrorismusbekämpfung im FSB. Von 1999 bis 2013 erster Stellvertreter des Direktors des FSB.
Nach Recherchen der Nowaja gaseta war Pronitschew Leiter des Stabes bei der Beendigung der Geiselnahme im Moskauer Dubrowka-Theater und damit hauptverantwortlich für den Tod von über 120 Geiseln bei der Erstürmung des Theaters. Aufgrund seiner Mitwirkung an der Stürmung wurde Pronitschew vom Präsidenten der Russischen Föderation in einem geheimen Erlass als Held der Russischen Föderation ausgezeichnet. Er war zwischen 2003 und 2013 Kommandeur der Grenztruppen Russlands, seit 2005 im Dienstgrad eines Armeegenerals.